# Sixième circonscription de la Loire-Atlantique
La sixième circonscription de la Loire-Atlantique est l'une des dix circonscriptions législatives françaises que compte le département de la Loire-Atlantique.

## La circonscription de 1958 à 1986

### Description géographique
Dans le découpage électoral de 1958, la sixième circonscription de la Loire-Atlantique était composée des cantons suivants :
- Canton de Saint-Étienne-de-Montluc
- Canton de Saint-Nazaire
- Canton de Savenay.

### Historique des députations
| Législature | Début de mandat | Fin de mandat  | Député             | Parti politique | Observations |
| ----------- | --------------- | -------------- | ------------------ | --------------- | --- |
| Ire         | 9 décembre 1958 | 9 octobre 1962 | Nestor Rombeaut    | MRP             | Mandat écourté à la suite d'une dissolution parlementaire décidée par Charles de Gaulle. |
| IIe         | 6 décembre 1962 | 2 avril 1967   | François Blancho   | SFIO            | |
| IIIe        | 3 avril 1967    | 30 mai 1968    | Georges Carpentier | SFIO            | Mandat écourté à la suite d'une dissolution parlementaire décidée par Charles de Gaulle. |
| IVe         | 11 juillet 1968 | 1er avril 1973 | Georges Carpentier | SFIO            | |
| Ve          | 2 avril 1973    | 2 avril 1978   | Georges Carpentier | PS              | |
| VIe         | 3 avril 1978    | 22 mai 1981    | Claude Évin        | PS              | Mandat écourté à la suite d'une dissolution parlementaire décidée par François Mitterrand. |
| VIIe        | 2 juillet 1981  | 1er avril 1986 | Claude Évin        | PS              | |
| VIIIe       | 2 avril 1986    | 14 mai 1988    | Aucun              | Aucun           | Proportionnelle par département, pas de député par circonscription Proportionnelle par département, pas de député par circonscription. Mandat écourté à la suite d'une dissolution parlementaire décidée par François Mitterrand. |

### Historique des élections

#### Élections de 1958
| Candidat              | Candidat                            | Parti          | Premier tour | Premier tour | Second tour | Second tour |  |
| Candidat              | Candidat                            | Parti          | Voix         | %            | Voix        | %           |  |
| --------------------- | ----------------------------------- | -------------- | ------------ | ------------ | ----------- | ----------- |  |
|                       | Nestor Rombeaut élu                 | MRP            | 11 212       | 23,38        | 17 111      | 36,01       |  |
|                       | Jean Guitton                        | SFIO           | 10 830       | 22,58        | 11 824      | 24,88       |  |
|                       | Guillaume Hersart de la Villemarqué | Modérés        | 10 534       | 21,97        | 13 360      | 28,11       |  |
|                       | Joseph Quilici                      | UNR            | 5 739        | 11,97        | Retrait     | Retrait     |  |
|                       | Georges Girard                      | PCF            | 4 972        | 10,37        | 5 226       | 11          |  |
|                       | Jean Ramet                          | UFD            | 4 671        | 9,74         | Retrait     | Retrait     |  |
|                       |                                     |                |              |              |             |             |  |
| Inscrits              | Inscrits                            | Inscrits       | 62 191       | 100,00       | 62 188      | 100,00      |  |
| Abstentions           | Abstentions                         | Abstentions    | 13 720       | 22,06        | 14 302      | 23          |  |
| Votants               | Votants                             | Votants        | 48 471       | 77,94        | 47 886      | 77          |  |
| Blancs et nuls        | Blancs et nuls                      | Blancs et nuls | 513          | 1,06         | 365         | 0,76        |  |
| Exprimés              | Exprimés                            | Exprimés       | 47 958       | 98,94        | 47 521      | 99,24       |  |
| Source : Data.gouv.fr |                                     |                |              |              |             |             |  |

Le suppléant de Nestor Rombeaut était Henri Couronné, Vice-Président de la Mutualité sociale agricole.

#### Élections de 1962
| Candidat              | Candidat                | Parti          | Premier tour | Premier tour | Second tour | Second tour |  |
| Candidat              | Candidat                | Parti          | Voix         | %            | Voix        | %           |  |
| --------------------- | ----------------------- | -------------- | ------------ | ------------ | ----------- | ----------- |  |
|                       | François Blancho élu    | SFIO           | 15 974       | 35,34        | 22 581      | 47,96       |  |
|                       | André Rochard           | UNR-UDT        | 11 965       | 26,47        | 16 132      | 34,26       |  |
|                       | Nestor Rombeaut sortant | MRP            | 11 627       | 25,72        | 8 372       | 17,78       |  |
|                       | Maurice Rocher          | PCF            | 5 638        | 12,47        | Retrait     | Retrait     |  |
|                       |                         |                |              |              |             |             |  |
| Inscrits              | Inscrits                | Inscrits       | 64 883       | 100,00       | 64 876      | 100,00      |  |
| Abstentions           | Abstentions             | Abstentions    | 18 958       | 29,22        | 17 239      | 26,57       |  |
| Votants               | Votants                 | Votants        | 45 925       | 70,78        | 47 637      | 73,43       |  |
| Blancs et nuls        | Blancs et nuls          | Blancs et nuls | 721          | 1,57         | 552         | 1,16        |  |
| Exprimés              | Exprimés                | Exprimés       | 45 204       | 98,43        | 47 085      | 98,84       |  |
| Source : Data.gouv.fr |                         |                |              |              |             |             |  |

Le suppléant de François Blancho était Georges Carpentier, professeur de lycée technique, conseiller municipal de Saint-Nazaire.

#### Élections de 1967
| Candidat              | Candidat               | Parti          | Premier tour | Premier tour | Second tour | Second tour |  |
| Candidat              | Candidat               | Parti          | Voix         | %            | Voix        | %           |  |
| --------------------- | ---------------------- | -------------- | ------------ | ------------ | ----------- | ----------- |  |
|                       | André Rochard          | UD-Ve          | 15 900       | 28,87        | 23 949      | 44,27       |  |
|                       | Georges Carpentier élu | FGDS (SFIO)    | 15 117       | 27,45        | 30 146      | 55,73       |  |
|                       | Nestor Rombeaut        | CD (PDM)       | 8 733        | 15,86        | Retrait     | Retrait     |  |
|                       | Maurice Rocher         | PCF            | 8 437        | 15,32        | Retrait     | Retrait     |  |
|                       | Jean Pauchard          | CR             | 3 411        | 6,19         |             |             |  |
|                       | Jean Aubry             | PSU            | 2 446        | 4,44         |             |             |  |
|                       | Jean-Yves Boquien      | Extrême droite | 1 035        | 1,88         |             |             |  |
|                       |                        |                |              |              |             |             |  |
| Inscrits              | Inscrits               | Inscrits       | 69 496       | 100,00       | 69 491      | 100,00      |  |
| Abstentions           | Abstentions            | Abstentions    | 13 637       | 19,62        | 14 098      | 20,29       |  |
| Votants               | Votants                | Votants        | 55 859       | 80,38        | 55 393      | 79,71       |  |
| Blancs et nuls        | Blancs et nuls         | Blancs et nuls | 780          | 1,4          | 1 298       | 2,34        |  |
| Exprimés              | Exprimés               | Exprimés       | 55 079       | 98,6         | 54 095      | 97,66       |  |
| Source : Data.gouv.fr |                        |                |              |              |             |             |  |

La suppléante de Georges Carpentier était Nadia Chaumont, professeur, conseillère municipale de Couëron.

#### Élections de 1968
| Candidat              | Candidat                         | Parti          | Premier tour | Premier tour | Second tour | Second tour |  |
| Candidat              | Candidat                         | Parti          | Voix         | %            | Voix        | %           |  |
| --------------------- | -------------------------------- | -------------- | ------------ | ------------ | ----------- | ----------- |  |
|                       | Étienne Garnier                  | UDR (URP)      | 23 070       | 42,26        | 25 530      | 47,23       |  |
|                       | Georges Carpentier sortant réélu | FGDS (SFIO)    | 18 969       | 34,75        | 28 522      | 52,77       |  |
|                       | Maurice Rocher                   | PCF            | 7 433        | 13,62        | Retrait     | Retrait     |  |
|                       | Jean Aubry                       | PSU            | 5 119        | 9,38         |             |             |  |
|                       |                                  |                |              |              |             |             |  |
| Inscrits              | Inscrits                         | Inscrits       | 69 469       | 100,00       | 69 470      | 100,00      |  |
| Abstentions           | Abstentions                      | Abstentions    | 13 922       | 20,04        | 14 609      | 21,03       |  |
| Votants               | Votants                          | Votants        | 55 547       | 79,96        | 54 861      | 78,97       |  |
| Blancs et nuls        | Blancs et nuls                   | Blancs et nuls | 956          | 1,72         | 809         | 1,47        |  |
| Exprimés              | Exprimés                         | Exprimés       | 54 591       | 98,28        | 54 052      | 98,53       |  |
| Source : Data.gouv.fr |                                  |                |              |              |             |             |  |

Le suppléant de Georges Carpentier était Guy Ménezo, ancien secrétaire de l'Union locale FO de Saint-Nazaire.

#### Élections de 1973
| Candidat              | Candidat                         | Parti               | Premier tour | Premier tour | Second tour | Second tour |  |
| Candidat              | Candidat                         | Parti               | Voix         | %            | Voix        | %           |  |
| --------------------- | -------------------------------- | ------------------- | ------------ | ------------ | ----------- | ----------- |  |
|                       | Étienne Garnier                  | UDR (URP)           | 19 705       | 33,73        | 26 214      | 45,37       |  |
|                       | Georges Carpentier sortant réélu | PS (UGSD)           | 18 448       | 31,58        | 31 567      | 54,63       |  |
|                       | Maurice Rocher                   | PCF                 | 10 242       | 17,53        | Retrait     | Retrait     |  |
|                       | Alain Pény                       | CD (MR)             | 5 404        | 9,25         |             |             |  |
|                       | Jacques Capet                    | PSU                 | 2 394        | 4,10         |             |             |  |
|                       | Alexandre Le Fur                 | Régionaliste (SAV)  | 1 118        | 1,91         |             |             |  |
|                       | Jean-Louis Ajzenberg             | Extrême gauche (LO) | 1 104        | 1,89         |             |             |  |
|                       |                                  |                     |              |              |             |             |  |
| Inscrits              | Inscrits                         | Inscrits            | 73 751       | 100,00       | 73 747      | 100,00      |  |
| Abstentions           | Abstentions                      | Abstentions         | 14 479       | 19,63        | 14 548      | 19,73       |  |
| Votants               | Votants                          | Votants             | 59 272       | 80,37        | 59 199      | 80,27       |  |
| Blancs et nuls        | Blancs et nuls                   | Blancs et nuls      | 857          | 1,45         | 1 418       | 2,4         |  |
| Exprimés              | Exprimés                         | Exprimés            | 58 415       | 98,55        | 57 781      | 97,6        |  |
| Source : Data.gouv.fr |                                  |                     |              |              |             |             |  |

Le suppléant de Georges Carpentier était Claude Gilardin, professeur, maire de Couëron.

#### Élections de 1978
| Candidat       | Candidat              | Parti                | Premier tour | Premier tour | Second tour | Second tour |  |
| Candidat       | Candidat              | Parti                | Voix         | %            | Voix        | %           |  |
| -------------- | --------------------- | -------------------- | ------------ | ------------ | ----------- | ----------- |  |
|                | Claude Évin élu       | PS                   | 20 876       | 29,71        | 41 623      | 58,10       |  |
|                | Étienne Garnier       | RPR                  | 19 723       | 28,07        | 30 011      | 41,90       |  |
|                | Maurice Rocher        | PCF                  | 14 429       | 20,54        | Retrait     | Retrait     |  |
|                | Alain Pény            | UDF (CDS)            | 6 394        | 9,10         |             |             |  |
|                | Claude Gilardin       | PSD                  | 2 056        | 2,93         |             |             |  |
|                | Gérard Tardy          | MRG                  | 1 864        | 2,65         |             |             |  |
|                | Pierre Gilbert        | PSU (FAB)            | 1 358        | 1,93         |             |             |  |
|                | Étienne Cherblanc     | LO                   | 1 303        | 1,85         |             |             |  |
|                | Rémi Dupuy            | PFN                  | 1 179        | 1,68         |             |             |  |
|                | Pierre Jourdain       | Extrême gauche (OCF) | 776          | 1,10         |             |             |  |
|                | Jean-Patrick Beaupère | FN                   | 295          | 0,42         |             |             |  |
|                |                       |                      |              |              |             |             |  |
| Inscrits       | Inscrits              | Inscrits             | 87 266       | 100,00       | 87 230      | 100,00      |  |
| Abstentions    | Abstentions           | Abstentions          | 15 501       | 17,76        | 14 122      | 16,19       |  |
| Votants        | Votants               | Votants              | 71 765       | 82,24        | 73 108      | 83,81       |  |
| Blancs et nuls | Blancs et nuls        | Blancs et nuls       | 1 512        | 2,11         | 1 474       | 2,02        |  |
| Exprimés       | Exprimés              | Exprimés             | 70 253       | 97,89        | 71 634      | 97,98       |  |

Le suppléant de Claude Évin était Raymond Cerclier, moniteur agricole à Savenay.

#### Élections de 1981
|                | Claude Évin sortant réélu | PS             | 31 715  | 53,19  |  |  |  |
|                | Monique Simon             | UDF (CDS)      | 17 191  | 28,83  |  |  |  |
|                | Maurice Rocher            | PCF            | 7 342   | 12,31  |  |  |  |
|                | Pierre Gilbert            | PSU            | 1 494   | 2,50   |  |  |  |
|                | Jacques Lhéritier         | UDB            | 917     | 1,54   |  |  |  |
|                | Étienne Cherblanc         | LO             | 814     | 1,36   |  |  |  |
|                | Hervé Cadet               | FN             | 154     | 0,26   |  |  |  |
|                |                           |                |         |        |  |  |  |
| Inscrits       | Inscrits                  | Inscrits       | 918 023 | 100,00 |  |  |  |
| Abstentions    | Abstentions               | Abstentions    | 857 374 | 93,39  |  |  |  |
| Votants        | Votants                   | Votants        | 60 649  | 6,61   |  |  |  |
| Blancs et nuls | Blancs et nuls            | Blancs et nuls | 1 022   | 1,69   |  |  |  |
| Exprimés       | Exprimés                  | Exprimés       | 59 627  | 98,31  |  |  |  |

Le suppléant de Claude Évin était Raymond Cerclier.

## La circonscription de 1986 à 2010

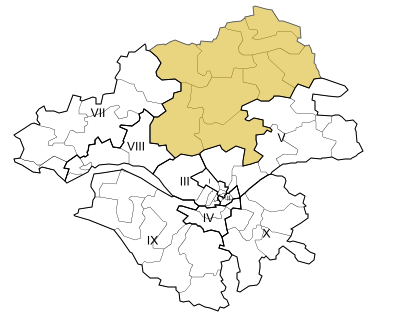
Localisation de la circonscription en 1986.

### Description géographique et démographique
Dans le découpage électoral de la loi no 86-1197 du 24 novembre 1986
, la circonscription regroupe les cantons suivants :
- Canton de Blain
- Canton de Châteaubriant
- Canton de Derval
- Canton de Guémené-Penfao
- Canton de Moisdon-la-Rivière
- Canton de Nort-sur-Erdre
- Canton de Nozay
- Canton de Rougé
- Canton de Saint-Julien-de-Vouvantes.

D'après le recensement général de la population en 1999, réalisé par l'Institut national de la statistique et des études économiques (INSEE), la population totale de cette circonscription est estimée à 92026 habitants,.

### Historique des députations
| Législature | Début de mandat | Fin de mandat  | Député          | Parti politique | Observations                                                                          |
| ----------- | --------------- | -------------- | --------------- | --------------- | ------------------------------------------------------------------------------------- |
| IXe         | 23 juin 1988    | 1er avril 1993 | Xavier Hunault  | UDF             |                                                                                       |
| Xe          | 2 avril 1993    | 21 avril 1997  | Michel Hunault, | RPR,            | Mandat écourté à la suite d'une dissolution parlementaire décidée par Jacques Chirac. |
| XIe         | 12 juin 1997    | 18 juin 2002   | Michel Hunault, | RPR,            |                                                                                       |
| XIIe        | 19 juin 2002    | 19 juin 2007   | Michel Hunault, | UMP puis UDF,   | Quitte le groupe UMP pour le groupe UDF, le 20 juillet 2004                           |
| XIIIe       | 20 juin 2007    | 19 juin 2012   | Michel Hunault  | PSLE            |                                                                                       |

### Historique des élections

#### Élections de 1988
| Candidat       | Candidat                     | Parti          | Premier tour | Premier tour | Second tour | Second tour |  |
| Candidat       | Candidat                     | Parti          | Voix         | %            | Voix        | %           |  |
| -------------- | ---------------------------- | -------------- | ------------ | ------------ | ----------- | ----------- |  |
|                | Xavier Hunault sortant réélu | UDF (AD) (URC) | 19 277       | 42,78        | 23 819      | 50,4        |  |
|                | Martine Buron                | PS             | 17 395       | 38,6         | 23 439      | 49,6        |  |
|                | Jacques Lapalus              | Divers droite  | 4 939        | 10,96        |             |             |  |
|                | Renald Mocquard              | FN             | 1 856        | 4,12         |             |             |  |
|                | Olivier Le Lijour            | PCF            | 1 592        | 3,53         |             |             |  |
|                |                              |                |              |              |             |             |  |
| Inscrits       | Inscrits                     | Inscrits       | 65 548       | 100,00       | 65 547      | 100,00      |  |
| Abstentions    | Abstentions                  | Abstentions    | 19 436       | 29,65        | 17 156      | 26,17       |  |
| Votants        | Votants                      | Votants        | 46 112       | 70,35        | 48 391      | 73,83       |  |
| Blancs et nuls | Blancs et nuls               | Blancs et nuls | 1 053        | 2,28         | 1 133       | 2,34        |  |
| Exprimés       | Exprimés                     | Exprimés       | 45 059       | 97,72        | 47 258      | 97,66       |  |

Le suppléant de Xavier Hunault était Louis Briot, conseiller général, maire de Nort-sur-Erdre, entrepreneur de bâtiments et travaux publics.

#### Élections de 1993
|                | Michel Hunault élu | RPR (UPF)      | 25 429 | 54,46  |  |  |  |
|                | Martine Buron      | PS (ADFP)      | 9 735  | 20,85  |  |  |  |
|                | Yves Legeay        | GÉ (EÉ)        | 3 044  | 6,52   |  |  |  |
|                | Pierre Peraldi     | FN             | 3 015  | 6,46   |  |  |  |
|                | Marcel Alizon      | Divers         | 2 314  | 4,96   |  |  |  |
|                | Olivier Le Lijour  | PCF            | 1 516  | 3,25   |  |  |  |
|                | Muriel Ameline     | LT-LNÉ         | 1 313  | 2,81   |  |  |  |
|                | Françoise Mondolfo | PLN            | 326    | 0,7    |  |  |  |
|                |                    |                |        |        |  |  |  |
| Inscrits       | Inscrits           | Inscrits       | 66 832 | 100,00 |  |  |  |
| Abstentions    | Abstentions        | Abstentions    | 17 357 | 25,97  |  |  |  |
| Votants        | Votants            | Votants        | 49 475 | 74,03  |  |  |  |
| Blancs et nuls | Blancs et nuls     | Blancs et nuls | 2 783  | 5,63   |  |  |  |
| Exprimés       | Exprimés           | Exprimés       | 46 692 | 94,37  |  |  |  |

Le suppléant de Michel Hunault était Louis Briot.

#### Élections de 1997
| Candidat       | Candidat                     | Parti             | Premier tour | Premier tour | Second tour | Second tour |  |
| Candidat       | Candidat                     | Parti             | Voix         | %            | Voix        | %           |  |
| -------------- | ---------------------------- | ----------------- | ------------ | ------------ | ----------- | ----------- |  |
|                | Michel Hunault sortant réélu | RPR               | 19 727       | 43,85        | 24 865      | 54,53       |  |
|                | Geneviève Chignac            | PS                | 12 706       | 28,24        | 20 737      | 45,47       |  |
|                | Jean-Jacques Chevallier      | FN                | 4 693        | 10,43        |             |             |  |
|                | Yves Blais                   | PCF               | 2 767        | 6,15         |             |             |  |
|                | Anne-Marie Moulinier         | Divers écologiste | 2 604        | 5,79         |             |             |  |
|                | Jacqueline Moncelet          | LDI (MPF)         | 1 754        | 3,9          |             |             |  |
|                | René Boulzennec              | UDB               | 736          | 1,64         |             |             |  |
|                | Laurent Briand               | Divers droite     | 1            | 0            |             |             |  |
|                |                              |                   |              |              |             |             |  |
| Inscrits       | Inscrits                     | Inscrits          | 67 294       | 100,00       | 67 293      | 100,00      |  |
| Abstentions    | Abstentions                  | Abstentions       | 19 180       | 28,5         | 18 996      | 28,23       |  |
| Votants        | Votants                      | Votants           | 48 114       | 71,5         | 48 297      | 71,77       |  |
| Blancs et nuls | Blancs et nuls               | Blancs et nuls    | 3 126        | 6,5          | 2 695       | 5,58        |  |
| Exprimés       | Exprimés                     | Exprimés          | 44 988       | 93,5         | 45 602      | 94,42       |  |

Le suppléant de Michel Hunault était Louis Briot.

#### Élections de 2002
|                | Michel Hunault sortant réélu | UMP              | 23 536 | 50,49  |  |  |  |
|                | Geneviève Chignac            | PS               | 12 708 | 27,26  |  |  |  |
|                | Guillaume Vouzellaud         | FN               | 3 285  | 7,05   |  |  |  |
|                | Fabrice Sanchez              | CPNT             | 1 546  | 3,32   |  |  |  |
|                | Marie-Élisabeth Allaire      | Les Verts        | 1 187  | 2,55   |  |  |  |
|                | Erwan Moinier                | LCR              | 1 083  | 2,32   |  |  |  |
|                | Michèle Picaud               | PCF              | 830    | 1,78   |  |  |  |
|                | Béréniaecke                  | LO               | 580    | 1,24   |  |  |  |
|                | Valérie Chauvin              | S&P              | 461    | 0,99   |  |  |  |
|                | Brigitte Punturo             | Divers           | 433    | 0,93   |  |  |  |
|                | Diane Sambron                | Pôle républicain | 393    | 0,84   |  |  |  |
|                | Maurice Gravoueille          | MNR              | 268    | 0,57   |  |  |  |
|                | Anne Tilly                   | MÉI              | 266    | 0,57   |  |  |  |
|                | Christine Bach               | Divers           | 36     | 0,08   |  |  |  |
|                |                              |                  |        |        |  |  |  |
| Inscrits       | Inscrits                     | Inscrits         | 71 030 | 100,00 |  |  |  |
| Abstentions    | Abstentions                  | Abstentions      | 23 316 | 32,83  |  |  |  |
| Votants        | Votants                      | Votants          | 47 714 | 67,17  |  |  |  |
| Blancs et nuls | Blancs et nuls               | Blancs et nuls   | 1 102  | 2,31   |  |  |  |
| Exprimés       | Exprimés                     | Exprimés         | 46 612 | 97,69  |  |  |  |

Le suppléant de Michel Hunault était Yannick Bigaud, Vice-Président du Conseil général, conseiller général du canton de Guémené-Penfao, maire de Guémené-Penfao, chef d'entreprise.

#### Élections de 2007
| Candidat       | Candidat                     | Parti          | Premier tour | Premier tour | Second tour | Second tour |  |
| Candidat       | Candidat                     | Parti          | Voix         | %            | Voix        | %           |  |
| -------------- | ---------------------------- | -------------- | ------------ | ------------ | ----------- | ----------- |  |
|                | Michel Hunault sortant réélu | NC             | 23 569       | 48,49        | 25 086      | 53,86       |  |
|                | Pascal Bioret                | PS             | 14 505       | 29,84        | 21 490      | 46,14       |  |
|                | Donatienne Ménager           | UDF–MoDem      | 1 894        | 3,9          |             |             |  |
|                | Isabelle Verdon              | Les Verts      | 1 834        | 3,77         |             |             |  |
|                | Nadine Bouchard              | LCR            | 1 115        | 2,29         |             |             |  |
|                | Jean-Claude Kerhir           | FN             | 1 027        | 2,11         |             |             |  |
|                | Fabrice Sanchez              | CPNT           | 1 020        | 2,1          |             |             |  |
|                | Bérénice Vanhaecke           | MPF            | 709          | 1,46         |             |             |  |
|                | Roseline Percevault          | PCF            | 693          | 1,43         |             |             |  |
|                | Anne Lavielle                | MÉI            | 492          | 1,01         |             |             |  |
|                | Paul Attard                  | Divers         | 462          | 0,95         |             |             |  |
|                | Pierre Even                  | UDB            | 397          | 0,82         |             |             |  |
|                | Christophe Hélou             | LO             | 363          | 0,75         |             |             |  |
|                | Julien Trillard              | PT             | 335          | 0,69         |             |             |  |
|                | Monique Hallez               | MNR            | 187          | 0,38         |             |             |  |
|                | Naima Bouzid                 | Divers         | 4            | 0,01         |             |             |  |
|                |                              |                |              |              |             |             |  |
| Inscrits       | Inscrits                     | Inscrits       | 77 241       | 100,00       | 77 236      | 100,00      |  |
| Abstentions    | Abstentions                  | Abstentions    | 27 509       | 35,61        | 29 585      | 38,3        |  |
| Votants        | Votants                      | Votants        | 49 732       | 64,39        | 47 651      | 61,7        |  |
| Blancs et nuls | Blancs et nuls               | Blancs et nuls | 1 126        | 2,26         | 1 075       | 2,26        |  |
| Exprimés       | Exprimés                     | Exprimés       | 48 606       | 97,74        | 46 576      | 97,74       |  |

## La circonscription depuis 2010

### Description géographique
À la suite du redécoupage des circonscriptions législatives françaises de 2010, induit par l'ordonnance n° 2009-935 du 29 juillet 2009, ratifiée par le Parlement français le 21 janvier 2010, la sixième circonscription de la Loire-Atlantique regroupe les divisions administratives suivantes :
- Canton d'Ancenis
- Canton de Blain
- Canton de Châteaubriant
- Canton de Derval
- Canton de Guémené-Penfao
- Canton de Moisdon-la-Rivière
- Canton de Nozay
- Canton de Riaillé
- Canton de Rougé
- Canton de Saint-Julien-de-Vouvantes
- Canton de Saint-Mars-la-Jaille
- Canton de Saint-Nicolas-de-Redon
- Canton de Varades.

### Historique des députations
| Législature | Début de mandat | Fin de mandat | Député           | Parti politique | Observations                                                                           |
| ----------- | --------------- | ------------- | ---------------- | --------------- | -------------------------------------------------------------------------------------- |
| XIVe        | 20 juin 2012    | 20 juin 2017  | Yves Daniel      | PS              |                                                                                        |
| XVe         | 21 juin 2017    | 21 juin 2022  | Yves Daniel      | LREM            |                                                                                        |
| XVIe        | 22 juin 2022    | 9 juin 2024   | Jean-Claude Raux | EELV            | Mandat écourté à la suite d'une dissolution parlementaire décidée par Emmanuel Macron. |
| XVIIe       | 8 juillet 2024  | En cours      | Jean-Claude Raux | EELV            |                                                                                        |

### Historique des élections

#### Élections de 2012
| Candidat       | Candidat               | Parti           | Premier tour | Premier tour | Second tour | Second tour |  |
| Candidat       | Candidat               | Parti           | Voix         | %            | Voix        | %           |  |
| -------------- | ---------------------- | --------------- | ------------ | ------------ | ----------- | ----------- |  |
|                | Yves Daniel élu        | PS              | 22 252       | 34,78        | 32 922      | 52,69       |  |
|                | Michel Hunault sortant | NC (UMP)        | 20 777       | 32,48        | 29 566      | 47,31       |  |
|                | Xavier Renaud          | RBM (SIEL) (FN) | 6 578        | 10,28        |             |             |  |
|                | Yves Aubry             | EÉLV (UDB)      | 3 414        | 5,34         |             |             |  |
|                | Nathalie Poirier       | PCD             | 3 340        | 5,22         |             |             |  |
|                | Laurent David          | FG (PG) (PCF)   | 3 245        | 5,07         |             |             |  |
|                | Bruno Chevalier        | MRC             | 1 211        | 1,89         |             |             |  |
|                | Hervé Madouas          | CpF (MoDem)     | 981          | 1,53         |             |             |  |
|                | Jonathan Guillaume     | BPSB            | 703          | 1,10         |             |             |  |
|                | Pascal Le Pautremat    | DLR             | 608          | 0,95         |             |             |  |
|                | Anne Lavielle          | MÉI             | 532          | 0,83         |             |             |  |
|                | Christophe Hélou       | LO              | 333          | 0,52         |             |             |  |
|                |                        |                 |              |              |             |             |  |
| Inscrits       | Inscrits               | Inscrits        | 106 921      | 100,00       | 106 907     | 100,00      |  |
| Abstentions    | Abstentions            | Abstentions     | 41 544       | 38,85        | 42 476      | 39,73       |  |
| Votants        | Votants                | Votants         | 65 377       | 61,15        | 64 431      | 60,27       |  |
| Blancs et nuls | Blancs et nuls         | Blancs et nuls  | 1 403        | 2,15         | 1 943       | 3,02        |  |
| Exprimés       | Exprimés               | Exprimés        | 63 974       | 97,85        | 62 488      | 96,98       |  |

#### Élections de 2017
Les élections législatives françaises de 2017 ont eu lieu les dimanches 11 et 18 juin 2017.
|                                                                                    |                                                                                   |                           |                           |                          |                          |
|                                                                                    |                                                                                   | Premier tour 11 juin 2017 | Premier tour 11 juin 2017 | Second tour 18 juin 2017 | Second tour 18 juin 2017 |
|                                                                                    |                                                                                   |                           |                           |                          |                          |
|                                                                                    |                                                                                   | Nombre                    | % des inscrits            | Nombre                   | % des inscrits           |
| Inscrits                                                                           | Inscrits                                                                          | 110 233                   | 100,00                    | 110 229                  | 100,00                   |
| Abstentions                                                                        | Abstentions                                                                       | 51 216                    | 46,46                     | 61 639                   | 55,92                    |
| Votants                                                                            | Votants                                                                           | 59 017                    | 53,54                     | 48 590                   | 44,08                    |
|                                                                                    |                                                                                   |                           | % des votants             |                          | % des votants            |
| Bulletins blancs                                                                   | Bulletins blancs                                                                  | 1 093                     | 1,85                      | 3 976                    | 8,18                     |
| Bulletins nuls                                                                     | Bulletins nuls                                                                    | 517                       | 0,88                      | 1 856                    | 3,82                     |
| Suffrages exprimés                                                                 | Suffrages exprimés                                                                | 57 407                    | 97,27                     | 42 758                   | 88,00                    |
|                                                                                    |                                                                                   |                           |                           |                          |                          |
| Candidat Étiquette politique (partis et alliances)                                 | Candidat Étiquette politique (partis et alliances)                                | Voix                      | % des exprimés            | Voix                     | % des exprimés           |
|                                                                                    |                                                                                   |                           |                           |                          |                          |
|                                                                                    | Yves Daniel (député sortant) La République en marche !                            | 22 921                    | 39,93                     | 26 420                   | 61,79                    |
|                                                                                    | Alain Hunault Les Républicains (Union des démocrates et indépendants)             | 12 400                    | 21,60                     | 16 338                   | 38,21                    |
|                                                                                    | Brigitte Maillet La France insoumise                                              | 8 156                     | 14,21                     |                          |                          |
|                                                                                    | Brigitte Nedelec Front national                                                   | 5 743                     | 10,00                     |                          |                          |
|                                                                                    | Gérard Poisson Parti socialiste (Europe Écologie Les Verts)                       | 3 308                     | 5,76                      |                          |                          |
|                                                                                    | Sandra Bureau Divers droite (Debout la France - Mouvement pour la France)         | 1 445                     | 2,52                      |                          |                          |
|                                                                                    | Jacky Flippot Régionaliste (Parti breton)                                         | 748                       | 1,30                      |                          |                          |
|                                                                                    | Bruno Chevalier Divers gauche (Mouvement républicain et citoyen)                  | 655                       | 1,14                      |                          |                          |
|                                                                                    | Antoine Lépine Divers droite (577-Les Indépendants)                               | 593                       | 1,03                      |                          |                          |
|                                                                                    | Anne Cadorel-Quétier Régionaliste (Oui la Bretagne - Union démocratique bretonne) | 578                       | 1,01                      |                          |                          |
|                                                                                    | Marie Louise Dupas Lutte ouvrière                                                 | 551                       | 0,96                      |                          |                          |
|                                                                                    | Florence Thomas Divers (Union populaire républicaine)                             | 309                       | 0,54                      |                          |                          |
| Source : Ministère de l'Intérieur - Sixième circonscription de la Loire-Atlantique |                                                                                   |                           |                           |                          |                          |

#### Élections de 2022
| Résultats des élections législatives des 12 et 19 juin 2022 de la 6e circonscription de la Loire-Atlantique |                          |                          |                          |              |              |             |             |
| Candidat | Candidat                 | Parti et coalition       | Nuances                  | Premier tour | Premier tour | Second tour | Second tour |
| Candidat | Candidat                 | Parti et coalition       | Nuances                  | Voix         | %            | Voix        | %           |
| | Jean-Claude Raux,        | T44 (NUPES)              | NUP                      | 17 155       | 32,77        | 26 852      | 52,84       |
| | Jordan Esnault           | LREM (ENS)               | ENS                      | 13 649       | 25,19        | 23 961      | 47,16       |
| | Teddy Bougot             | RN                       | RN                       | 9 324        | 17,21        |             |             |
| | François Guyot           | LR (UDC)                 | LR                       | 5 179        | 9,56         |             |             |
| | François-Xavier Le Hécho | LREM diss.               | DVC                      | 2 108        | 3,89         |             |             |
| | Sandra Bureau            | REC                      | REC                      | 1 912        | 3,53         |             |             |
| | Catherine Laillé         | LMR                      | DVD                      | 1 624        | 3,00         |             |             |
| | Tony Petit               | DLF (UPF)                | DSV                      | 808          | 1,49         |             |             |
| | Marie-Paule Catheline    | LO                       | DXG                      | 735          | 1,36         |             |             |
| | Karine Letellier         | PA                       | ECO                      | 580          | 1,07         |             |             |
| | Jacky Flippot            | PB                       | REG                      | 514          | 0,95         |             |             |
| Votes valides                                                                                               | Votes valides            | Votes valides            | Votes valides            | 54 188       | 97,19        | 50 813      | 92,46       |
| Votes blancs                                                                                                | Votes blancs             | Votes blancs             | Votes blancs             | 1 132        | 2,03         | 2 803       | 5,10        |
| Votes nuls                                                                                                  | Votes nuls               | Votes nuls               | Votes nuls               | 433          | 0,78         | 1 339       | 2,44        |
| Total | Total                    | Total                    | Total                    | 55 753       | 100          | 54 955      | 100         |
| Abstention                                                                                                  | Abstention               | Abstention               | Abstention               | 59 617       | 51,67        | 60 449      | 52,38       |
| Inscrits / participation                                                                                    | Inscrits / participation | Inscrits / participation | Inscrits / participation | 115 370      | 48,33        | 115 404     | 47,62       |

#### Élections anticipées de 2024
Le 9 juin 2024, le Président de la République, Emmanuel Macron, décide de déclencher l'Article 12 de la Constitution de la Cinquième République française après consultation de la Présidente de l'Assemblée Nationale, Yaël Braun-Pivet et du Président du Sénat, Gérard Larcher. Les élections anticipées ont lieu le 30 juin (premier tour) et le 7 juillet (second tour).
| Candidat                 | Candidat                 | Parti et coalition       | Nuances                  | Premier tour | Premier tour | Second tour | Second tour |
| Candidat                 | Candidat                 | Parti et coalition       | Nuances                  | Voix         | %            | Voix        | %           |
| ------------------------ | ------------------------ | ------------------------ | ------------------------ | ------------ | ------------ | ----------- | ----------- |
|                          | Jean-Claude Raux         | LÉ (NFP)                 | UG                       | 26 919       | 34,16        | 32 186      | 40,06       |
|                          | Julio Pichon             | RN                       | RN                       | 25 886       | 32,85        | 27 738      | 34,53       |
|                          | Alain Hunault            | LR                       | DVD                      | 22 993       | 29,18        | 20 413      | 25,41       |
|                          | Fannie Lejau             | DLF                      | DSV                      | 1 671        | 2,12         |             |             |
|                          | Marie-Paule Catheline    | LO                       | EXG                      | 1 325        | 1,68         |             |             |
|                          |                          |                          |                          |              |              |             |             |
| Votes valides            | Votes valides            | Votes valides            | Votes valides            | 78 794       | 67,18        | 80 337      | 97,35       |
| Votes blancs             | Votes blancs             | Votes blancs             | Votes blancs             | 1 919        | 2,35         | 1 628       | 1,97        |
| Votes nuls               | Votes nuls               | Votes nuls               | Votes nuls               | 778          | 0,95         | 555         | 0,67        |
| Total                    | Total                    | Total                    | Total                    | 81 491       | 100          | 82 520      | 100         |
| Abstention               | Abstention               | Abstention               | Abstention               | 35 797       | 30,52        | 34 806      | 29,67       |
| Inscrits / participation | Inscrits / participation | Inscrits / participation | Inscrits / participation | 117 288      | 69,48        | 117 326     | 70,33       |

#### Département de la Loire-Atlantique
- La fiche de l'INSEE de cette circonscription : « Tableaux et Analyses de la sixième circonscription de la Loire-Atlantique », sur insee.fr, site de l'Institut national de la statistique et des études économiques (consulté le 10 juin 2007) [PDF]
- « Tous les députés du département de la Loire-Atlantique depuis 1789 », sur assemblee-nationale.fr, site de l'Assemblée nationale française (consulté le 10 juin 2007)
- « Informations contentieuses sur le département de la Loire-Atlantique (Élections législatives de 2002) »(Archive.org • Wikiwix • Archive.is • Google • Que faire ?), sur conseil-constitutionnel.fr, site du Conseil constitutionnel (consulté le 13 juin 2007)

#### Circonscriptions en France
- « Carte des circonscriptions législatives en France », sur assemblee-nationale.fr, site de l'Assemblée nationale française (consulté le 10 juin 2007)
- « Résultats électoraux officiels en France »(Archive.org • Wikiwix • Archive.is • Google • Que faire ?), sur interieur.gouv.fr, site du ministère de l'Intérieur (France) (consulté le 13 juin 2007)
- Description et Atlas des circonscriptions électorales françaises sur http://www.atlaspol.com, Atlaspol, site de cartographie géopolitique, consulté le 13 juin 2007.